# Tout de moi
 (mai 2021).
Chansons représentant Monaco au Concours Eurovision de la chanson
Notre planète
(2004) La Coco-Dance
(2006)
Tout de moi est la chanson représentant Monaco au Concours Eurovision de la chanson 2005. Elle est interprétée par Lise Darly.

## Eurovision
Le radiodiffuseur monégasque, Télé Monté-Carlo (TMC), choisit l'artiste et la chanson en interne parmi une douzaine de chanteuses pour représenter Monaco au Concours Eurovision de la chanson 2005. Lise Darly fut invitée par Philippe Bosco, le compositeur de la chanson représentant Monaco en 2004.
Le chef de l'État, le prince Rainier III, meurt le 6 avril 2005. Un deuil national de trois mois est déclaré. La participation de Monaco au Concours Eurovision de la chanson est un temps remise en question. Son fils et successeur Albert II approuve la chanson.
Comme Monaco en 2004 n'a pas fini dans les dix premiers de la finale, la chanson est d'abord présentée lors de la demi-finale le jeudi 19 mai 2005.
La chanson est la sixième de la soirée, suivant The War Is Not Over interprétée par Walters & Kazha pour la Lettonie et précédant Hasheket shenish'ar interprétée par Shiri Maimon pour Israël.
Lise Darly a un ruban noir attaché à une bretelle de sa robe en signe du deuil du prince Rainier III.
À la fin des votes, elle obtient 22 points et finit à la 24e et avant-dernière place sur vingt-cinq participants. Elle ne fait pas partie des dix premières chansons qualifiées pour la finale.

### Points attribués à Monaco
| 12 points | 10 points          | 8 points | 7 points   | 6 points |
| --------- | ------------------ | -------- | ---------- | -------- |
|           | - Andorre - France |          |            |          |
| 5 points  | 4 points           | 3 points | 2 points   | 1 point  |
|           |                    |          | - Moldavie |          |